# Post Office Rifles Cemetery
Post Office Rifles Cemetery is een Britse militaire begraafplaats met gesneuvelden uit de Eerste Wereldoorlog. Ze is gelegen in de Franse gemeente Festubert (Pas-de-Calais) langs de Rue de Béthune, 800 m ten westen van het dorpscentrum (Église Notre-Dame). De begraafplaats werd ontworpen door Charles Holden en heeft een nagenoeg rechthoekig grondplan met een natuurstenen omheining. De graven liggen op een hoger plateau, links van de toegang. Achteraan staat een schuilhuisje met tentdak. Het Cross of Sacrifice staat aan de rechter rand van het perk met de graven. De begraafplaats wordt onderhouden door de Commonwealth War Graves Commission.
Er liggen 400 graven waaronder 272 niet geïdentificeerde.

## Geschiedenis
Festubert werd in oktober 1914 veroverd door de Commonwealth troepen en op 23-24 november werd een Duitse aanval afgeslagen door het Indian Corps. Het dorp werd bezet en verdedigd door de 55th (West Lancashire) Division.
De vooruitgang die de Britse troepen tijdens de Slag om Festubert (15-25 mei 1915) maakte betekende dat het dorp nu minder werd blootgesteld aan vijandelijk vuur en dat deze sector relatief rustig bleef tot aan het Duitse lenteoffensief van 1918.
De begraafplaats werd genoemd naar een Britse vrijwilligerseenheid dat in 1860 werd opgericht en dat voornamelijk uit medewerkers van de post bestond. In 1914 voorzag deze eenheid het grootste deel van de schutters voor het 1/8th battalion van het City of London Regiment. De begraafplaats werd in april 1915 gestart en gebruikt tot begin juli van dat jaar. Ze bevatte toen 40 graven. Na de wapenstilstand werd de begraafplaats uitgebreid met graven uit de omliggende slagvelden.
Er liggen 398 Britten (waaronder 272 niet geïdentificeerde), 1 Canadees en 1 Indiër begraven.

## Onderscheiden militairen
- Charles Edward Plewman, luitenant bij de The King's (Liverpool Regiment) werd onderscheiden met het Military Cross (MC).
- compagnie sergeant-majoor Harold Cox, sergeant J.W. Payne, korporaal John Frederick Bennett en soldaat John Kettle ontvingen de Military Medal (MM).